# Tandi Dorji
Lyonpo Dr. Tandi Dorji (en dzongkha:  རྟ་མགྲིན་རྡོ་རྗེ; 2 de septiembre de 1968) es un político butanés perteneciente al partido Druk Nyamrup Tshogpa. Actualmente se desempeña como Ministro de Asuntos Exteriores de Bután, cargo al que accedió en noviembre de 2018. Asimismo, sirve como  asambleísta nacional, desde octubre de ese año.

## Educación
Dorji obtuvo una licenciatura en medicina y en cirugía por el Mymensingh Medical College de la Universidad de Daca, Bangladés. Posee Maestría en Salud Pública Internacional de la Universidad de Sídney, Australia y una Maestría en Administración de Empresas de la Universidad de Canberra. 

## Carrera política
Antes de ingresar a la política, ejerció como pediatra, investigador de salud pública y asesor técnico.
Dorji es miembro fundador y expresidente de Druk Nyamrup Tshogpa. Participó en las elecciones de 2008 y 2013. Fue elegido para la Asamblea Nacional en las elecciones de 2018 por Lingmukha Toedwang. Recibió 3.154 votos, derrotando a Sonam Wangyel Wang, candidato del DPT.
El 3 de noviembre de ese año, Lotay Tshering anunció formalmente la composición de su gabinete, siendo Tandi nombrado Ministro de Asuntos Exteriores de Bután. El 7 de noviembre de 2018, prestó juramento como jefe de la cartera ministerial del Lhengye Zhungtshog.

## Distinciones honoríficas

### Distinciones honoríficas butanesas
- Real Kabney Naranja (03/11/2018).
- Real Kabney Roja (17/12/2022).[14]